# 9423 Abt
A 9423 Abt (ideiglenes jelöléssel 1996 AT7) a Naprendszer kisbolygóövében található aszteroida. A Spacewatch program keretében fedezték fel 1996. január 12-én.